# Kálvin János
Kálvin János (franciául: Jean Calvin [korabeli helyesírással: Caulvin/Cauvin]; latinul Ioannes Calvinus; Noyon, 1509. július 10. – Genf, 1564. május 27.), francia származású svájci reformátor, keresztény tudós, a kálvinizmus névadója, Bamber Gascoigne szerint „a legnagyobb elme és a legjobb szervező” a reformáció vezéralakjai között, aki megteremtette Genfben az „istenfélő város tökéletesen működő prototípusát”. Elsősorban teológiai és egyházszervezői munkássága miatt nevezetes, de fontos szerepet játszott a francia irodalmi nyelv kialakulásában is. Huszonhat éves korában írt fő műve, amelyet aztán egész életében bővített és átdolgozott, az Institutio Christianae religionis („A keresztény vallás rendszere”), illetve az általa felállított genfi egyházszervezet Európa-szerte mintaként szolgált a református egyházak megalakulásához. A vallástörténeti szemponton túlmenően Kálvin azzal is hatott a nyugati kultúrára, hogy megváltoztatta a munkaszemléletet, ideológiai alapot biztosítva a kapitalizmus fejlődéséhez.

## Életpályája

### Családja, tanulmányai és pályafutásának kezdete
Apai ágon ősei tengerészek voltak. Apja, Gérard, Noyonban (Picardie) telepedett le, városi jegyző és káptalani ügyvéd volt. Egy gazdag polgár lányát, Jeanne Le Franc-t vette feleségül. Házasságából született fia, Kálvin János. Amikor János hároméves volt, édesanyja meghalt, a helyébe lépő nevelőanyjától a gyermek kevés szeretetet kapott.
A hagyományos Kálvin-életrajzok szerint 1523-tól Párizsban tanult teológiát, de erre vonatkozó közvetlen dokumentumok nem maradtak fenn, az évszám csupán következtetéseken alapul. Az sem vehető bizonyosnak, hogy teológiát tanult volna Párizsban, valószínűleg bölcsészetet hallgatott. 1527–1528 körül apja hazahívta Kálvint Párizsból, és Orléans-ba küldte közjogot tanulni, egyes vélemények szerint azért, mert a jogi pályát előnyösebbnek tartotta, mások szerint azért, mert némely pénzügyi visszásságok miatt megromlott kapcsolata a káptalannal. Orléans-ban Melchior Wolmar volt rá nagy hatással; talán ő volt az, aki megismertette Kálvint a lutheri eszmékkel. Kálvin 1531 elején fejezte be jogi tanulmányait, majd 1531 júniusában visszatért Párizsba. Itt fejezte be még Orléans-ban elkezdett művét, Seneca De clementia című munkájának a magyarázatát, amelyet 1532-ben saját költségén adott ki. 1532-ben visszatért Orléans-ba, de útja céljáról csak feltételezések születtek. A tanév végén szülővárosába tért vissza, majd 1533 őszén ismét Párizsba utazott.
1533. november 1-jén Nicolas Cop, a párizsi egyetem rektora tanévnyitó beszédet tartott az obszerváns ferencesek kápolnájában; a beszéd részben Rotterdami Erasmus és Luther Márton hatását tükrözte, de sok tekintetben a hagyományos katolikus felfogást követte. A párizsi közvéleményt felháborította a beszéd, így a rektort Navarrai Margit közbenjárása ellenére elmozdították tisztségéből, és elmenekült Párizsból. 1533 novemberében Kálvin is távozott Párizsból. Théodore de Bèze 1575-ös Kálvin-életrajza arra céloz, hogy Kálvinnak azért kellett elmenekülnie, mert ő írta a rektor beszédét. Ez a hagyományos magyarázat a 20., sőt a 21. században is tovább él, mivel azonban nem maradt fenn olyan korabeli forrás, ami összefüggésbe hozta volna Kálvin távozását Cop beszédével, más életrajzírók ezt legendának tartják. Valószínű, hogy I. Ferenc francia király szigorú protestánsellenessége miatt a lutheranizmussal rokonszenvezők, köztük Kálvin, letartóztatásra számítottak.
Ezután egyik barátjánál, Du Tillet angoulême-i kanonoknál élt, ahol nagy könyvtárat talált, és egyházi tanulmányokkal kezdett foglalkozni. Itt írta Psychopannychia című művét, cáfolatként az ellen az anabaptista tanítás ellen, hogy a halál után a lélek alvó állapotba kerül. A nyugalmas időszakban az ókori görög-római irodalom klasszikusait, illetve a keresztyén egyházatyák munkásságát tanulmányozta. Ezt követően Nérac-ba, Navarrai Margit kastélyába menekült. Itt találkozott Jacques Lefèvre d’Étaples-val, akinek francia nyelvű bibliáját a Sorbonne-on elégették.
Kálvin 1534-ben tért vissza szülőföldjére, ahol május 4-én lemondott jövedelmező káplánságáról, amit még apja szerzett neki. Egyes életrajzok szerint 1534. május 26-án több fiatallal együtt a papság ellen zajos tüntetést kezdeményezett a székes templomban, ezért börtönbe került. Az esetet az újabb életrajzírók nem Kálvinra, hanem egy névrokonára vonatkoztatják; maga Kálvin ugyanis egy 1545-ös levelében hálát adott Istennek, hogy soha nem volt bebörtönözve.
Kálvin következő párizsi tartózkodása alatt, 1534. október 17-én éjjel a lutheránusok falragaszokat tűztek ki, amelyben durva hangon támadták a katolikus mise intézményét. I. Ferenc elrendelte a felforgatók megbüntetését. Több személyt máglyán égettek meg, köztük Étienne de la Forge-ot is. Kálvin Du Tillet-vel együtt Metzbe, majd Strasbourgon át Bázelbe menekült. Bázelben Matinus Lucianus álnéven élt. Itt írta meg és 1535. augusztus 20-án fejezte be az Institutio Christianae Religionis („A keresztény vallás rendszere”) című művének első megfogalmazását, amelyet a francia királynak ajánlott, aki azonban nem olvasta el a könyvet.
Kálvin ezt a művét latinul írta, de saját maga fordította le franciára. Az első kiadás 1536 márciusában Bázelben, a második kiadás 1539-ben, míg az első francia fordítás 1541-ben jelent meg. A Kálvin által véglegesített latin szöveg kiadására 1559-ben került sor. Az általánosan használt 1560-as kiadás már Kálvin tanítványainak betoldásait is tartalmazza.
1536-ban Kálvin egyes források szerint Ferrarába utazott, talán az ottani evangéliumkövető Renée hercegnő, XII. Lajos francia király leánya kedvéért. Más források szerint az ezzel kapcsolatos történetet a legtájékozottabb mai történetírók már nem fogadják el. Az viszont bizonyos, hogy júniusban visszatért Franciaországba, a családi ügyek rendbetételére. Miután fivérét, Antoine-t bízta meg a noyoni ügyek intézésével, Strasbourgba indult, de az V. Károly német-római császár és I. Ferenc közötti háború miatt Genf felé került.

### Genfi tevékenysége
A reformációt kevéssel előbb elfogadó genfi köztársaságban a vallás és a politika ügyei elég zűrzavaros módon fonódtak össze, a városi tanács egyrészt hatóságként működött, másrészt felügyelte az egyházat is. A Genfben lelki vezető Guillaume Farelnek ezért világos gondolkodású segítőtársra volt szüksége, és úgy vélte, hogy Kálvin alkalmas lesz a feladatra. Farel szinte kikényszerítette, hogy Kálvin Genfben maradjon. Kálvin később azt mondta erről az eseményről, hogy „mintha az Isten nyúlt volna utánam a mennyekből”. Kálvin Genfben előbb vallástanítói állást töltött be, majd miután 1536 novemberében nyilvános hitvitában nagy diadalt aratott két katolikus szónok felett, és a vitában bebizonyította rendkívül jó memóriáját és szónoki képességeit, illetve az egyházatyák alapos ismeretét, a genfi egyház prédikátorává nevezték ki. 1536-ban Kálvin egy rövid katekizmust adott ki az egyház fő hittételeivel.
1537. január 16-án Farel és Kálvin a városi tanács elé terjesztették az egyház szabályzatának új tervezetét, Articles sur le Gouvernement de l'Église címmel. Ebben gyakoribbá kívánták tenni az addig havonta egyszer osztott úrvacsorát, javasolták a már létező „javító és fegyelmező kiközösítés” megőrzését, a világitól független egyházi törvényszék felállítását, a fiatalok vallási oktatását és nyilvános vizsgáztatását, valamint a házasságra vonatkozó szabályok megváltoztatását. A szabályokat részben megszavazták (a független egyházi törvényszéket például nem fogadták el). A népszerűtlen szigorító intézkedések következtében 1538 februárjában a genfi városi tanács egyházi kérdésekben a berni egyház gyakorlatát fogadta el. 1538. március 11-én a tanács a lelkészek előzetes megkérdezése nélkül elrendelte az úrvacsorának a berni egyház szokása szerint való kiosztását. Mivel Kálvin és Farel nem engedtek, a tanács száműzte őket a városból.
Kálvin 1538 szeptemberében Martin Bucer meghívására Strasbourgban települt le, ahol a hugenotta menekültekből alakult gyülekezet lelkipásztora lett. 1540-ben itt nősült meg, felesége egy kétgyermekes özvegy, a holland származású, anabaptista vallású Idelette de Bure Stordeur lett. Négy gyermekük rendre csecsemőkorban halt meg. Idelette kilenc évvel házasságkötésük után hunyt el.
Strasbourgi tartózkodása idején részt vett a haguenaui, illetve az V. Károly által szervezett wormsi és regensburgi vallási vitákban, ennek során megismerkedett a német protestantizmus tanaival és képviselőivel. Philipp Melanchthonnal különösen jó kapcsolatot alakított ki, és együtt dolgozták ki az ágostai hitvallás módosított változatát (Confessio augustana variata).
1540 szeptemberében a genfi tanács visszahívta Kálvint a városba, mivel saját maguk nem voltak képesek válaszolni Jacopo Sadoleto bíboros levelére, amelyben a római katolikus egyházhoz való visszatérésre szólította fel őket. Kálvin több elutasítás és hosszas gondolkodás után 1541. szeptember 13-án tért vissza Genfbe. A város eleinte szabad kezet adott neki az egyházi szervezet átalakítására.
1542. január 2-án a tanács véglegesen jóváhagyta a Kálvin által készített egyházi rendtartást, miután az úgynevezett kis tanács (Petit Conseil), vagyis a város szűkebb vezetése 1541. október 27-én elfogadta, és a városi polgárok általános tanácsa (Conseil Général) november 20-án igen nagy többséggel megerősítette. (Ennek az egyházi rendtartásnak az alapvető elemei a későbbiek során átkerültek a legtöbb európai és amerikai református és presbiteriánus egyház szabályaiba és gyakorlatába.) Felállították a konzisztóriumot (egyháztanács), amely kilenc lelkészből és tizenkét világi tagból állt. A konzisztórium gyakorolta az egyházi hatalmat, a nagytanács ugyanakkor magának tartotta fenn mind a testi vagy pénzbeli büntetések elrendelésének, mind e döntések végrehajtásának a jogát.
1542-ben Kálvin átdolgozta és kiadta a Strasbourgban használt imádságos- és énekeskönyvet La Forme des Prières et Chants Ecclésiastiques címen. Szintén 1542-ben jelent meg katekizmusa, a Catéchisme de l'Eglise de Genève, amely azután külföldön is elterjedt, német, angol, skót, belga, spanyol fordításban, de készült héber és görög nyelvű fordítása is.

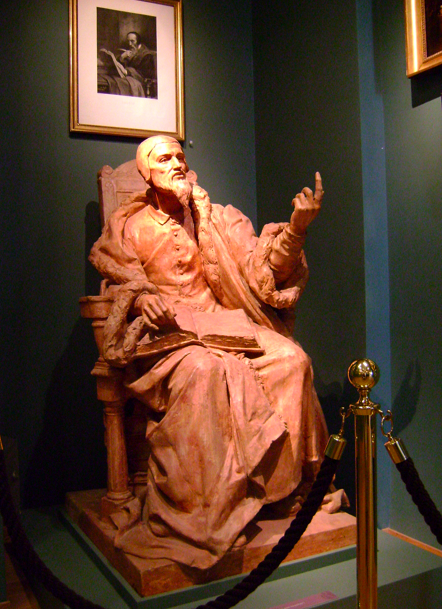
Kálvin szobra a reformáció nemzetközi múzeumában, Genf

Genfi lelkipásztorsága alatt Kálvin hatalmas mennyiségű munkát végzett: minden második héten mindennap prédikált, minden héten három nap teológiai előadást tartott, péntekenként a Szentírást magyarázó felolvasásokat tartott, egyes vasárnapokon a presbiteri gyűlésen elnökölt. Egyszerre volt teológus professzor, prédikátor, lelkész, egyházi vezető, az iskolák felügyelője, közben kiterjedt levelezést folytatott, könyveket írt, és a nyugati reformáció egyik szellemi vezetőjeként komoly hitvitákat folytatott.
Kálvin szigorúsága a genfiek egy részében, a libertinekben ellenkezést váltott ki: elnyomásként fogták fel az egyházi fegyelmet, az egyház beleszólását az erkölcsi ügyekbe. Az alsóbb társadalmi rétegekben Kálvin népszerűtlenségéhez erősen hozzájárult a kártyázás és a kocsmák betiltása. Miután az 1540-es évek vége felé az Ami Perrin vezette libertinek hatalomra kerültek, Kálvinnak már nem volt elég befolyása, hogy terveit megvalósítsa. Mivel nem volt genfi születésű, ezért nem kerülhetett a város világi vezetésébe, nem szavazhatott, és nem vállalhatott köztisztséget. 1553-ra az erőviszonyok annyira megváltoztak, hogy a Perrin-vezette libertinek az egyházi ügyekbe is beleszóltak. Kálvin 1553. július 24-én felajánlotta lemondását, de azt nem fogadták el.

### Szervét-ügy
Kálvinnak az egyházfegyelem megszilárdításáért vívott harcainak egyik állomása volt 1553-ban a katolikusok és kálvinisták által egyaránt eretneknek tekintett Szervét Mihály pere és kivégzése. Korszaktól és világnézettől függően az egyes források eltérően értelmezik Kálvin szerepét ebben az ügyben: míg tanítványa, Théodore de Bèze úgy írja le az esetet, hogy Szervét saját istentelensége és megátalkodottsága miatt pusztult el, az angol nyelvű katolikus enciklopédia által idézett Gibbon szerint az ügyben Kálvin személyes rosszindulata és talán irigysége is szerepet játszott. A 19. századi egyháztörtész, Philip Schaff véleménye az, hogy „a mai kereszténység szempontjából Szervét megégettetésére nincs mentség”, noha saját korának nézőpontja szerint csak a kötelességtudata és a törvényeknek való megfelelés vágya vezette. (A kérdésről részletesebben ld: Szervét Mihály szócikk Pere és halála, valamint A per utóélete bekezdéseket.)

### Utolsó évei

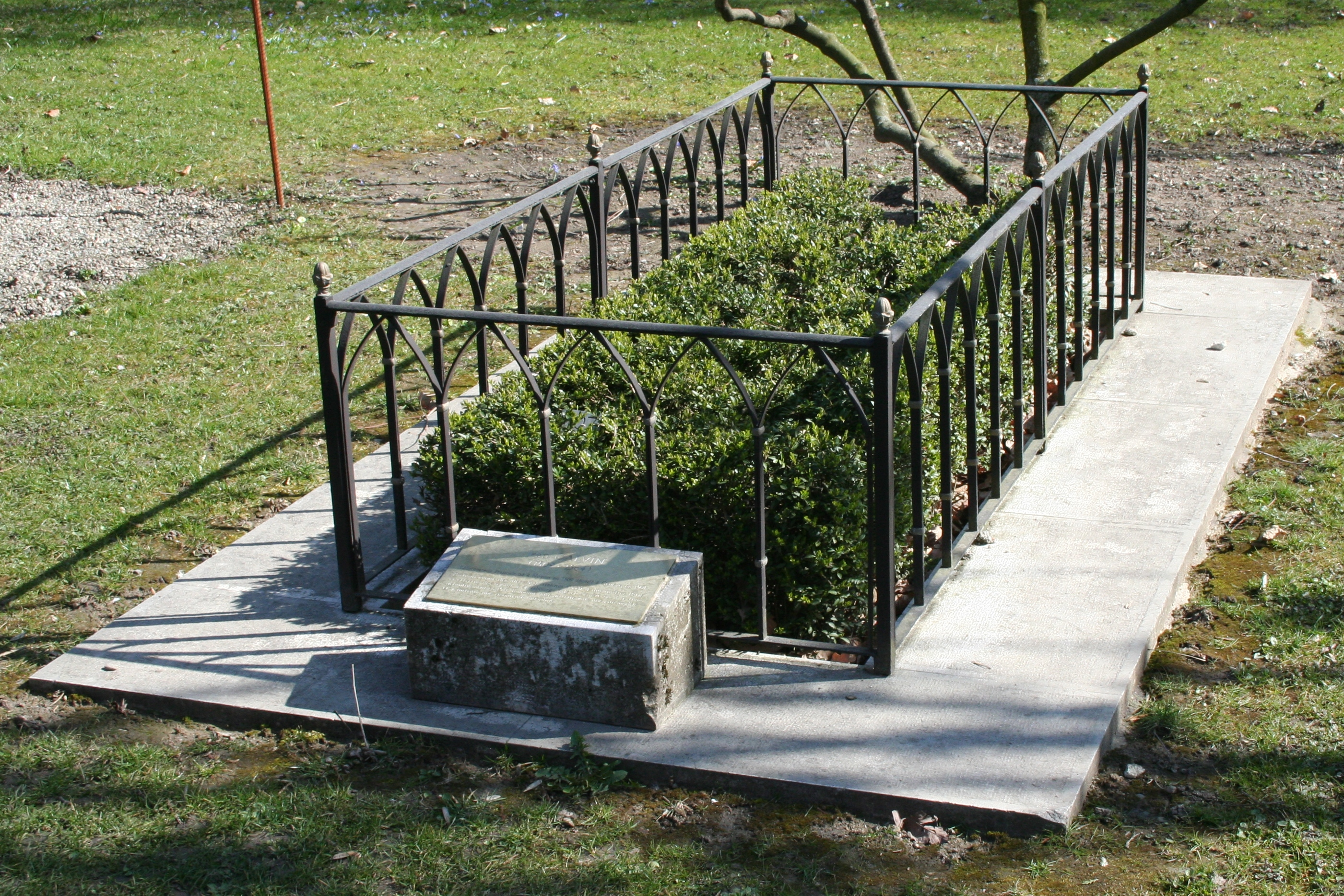
Kálvin síremléke a genfi cimetière des Rois temetőben

Kálvin 1555-ben szilárdította meg hatalmát. A libertinekkel végső összeütközésre került sor, miután Kálvin – a nagytanács döntése ellenére – megtagadta Ami Berthelier-től, a libertinek vezetőjétől az úrvacsora kiszolgáltatását. A libertinek elmenekültek Genfből; ezt követően Kálvin kikezdhetetlen tekintélynek örvendett a városban. Nézetei és munkássága Európa-szerte hatottak.
1558 őszén Kálvin belázasodott, de mivel attól félt, hogy meghal, mielőtt az Institutio utolsó javításait befejezhetné, betegen is tovább dolgozott. Gyógyulása után a prédikálással megerőltette a hangját, és ettől kezdve állapota folyamatosan hanyatlott. Utolsó prédikációját 1564 februárjában tartotta, áprilisban elkészítette végrendeletét, májusban elhunyt. Genf Plainpalais negyedében, az ún. Királyok utcájának temetőjében (cimetière des Rois) temették el, saját kérésére jeltelen sírban. A 19. században emléktáblát helyeztek arra a helyre, amelyet a hagyomány Kálvin nyughelyének tekint.

## Teológiája

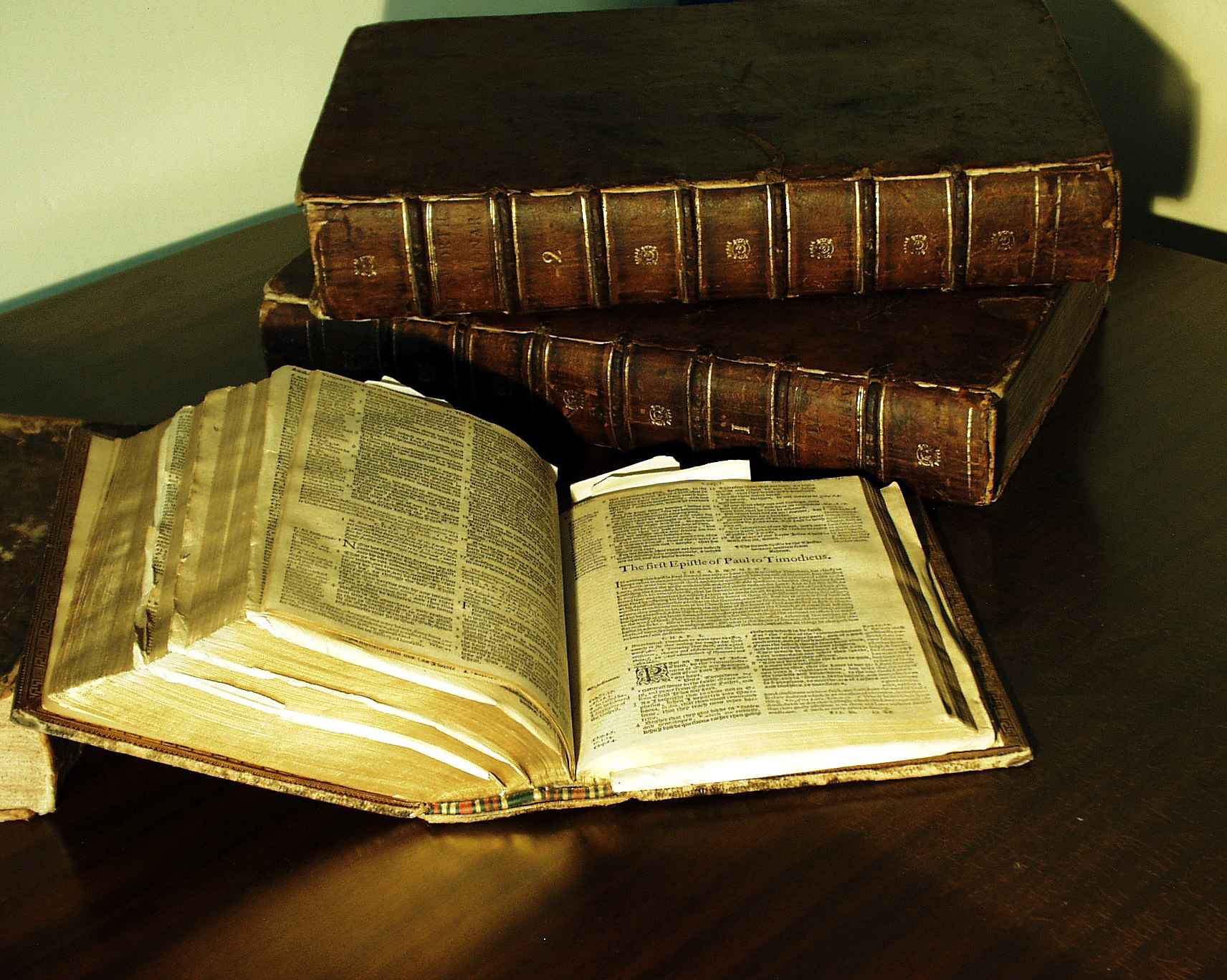
1581-es kiadású genfi Biblia

Kálvin teológiájára hatottak a korábbi reformátorok, elsősorban Martin Bucer és Heinrich Bullinger, ugyanakkor felismerhető benne Hippói Szent Ágoston és a középkori skolasztikusok (Duns Scotus, Canterburyi Szent Anzelm) alapos ismerete is. Kiindulási pontja a Biblia, amelynek – a hagyományos értelmezéssel ellentétben – nem az egyház, hanem a Szentlélek biztosítja a tekintélyt. A kereszténység középpontjában azonban nem a Biblia, hanem Krisztus áll – a könyv csak eszköz, amelynek segítségével eljuthatunk a Krisztussal való találkozásig. A Szentírás kijelentésével Isten igazodik az ember felfogóképességéhez, és ebben a hozzáigazodásban megnyilvánul az emberek iránti kegyelme és gondossága.
Kálvin alapvető gondolata, hogy Isten bárki által megismerhető, aki racionálisan szemléli az emberiséget, a természet rendjét és a történelem menetét, ez a fajta ismeret tehát nem csak a keresztények sajátja, Jézus Krisztus ezzel szemben csakis a Szentírás szövegeiből ismerhető meg. Az Ószövetség és Újszövetség között alapvető folytonosság áll fenn, lényegüket illetően azonosak, de az üdvözülés időrendjében elfoglalt különböző helyük miatt egyes dolgokban eltérnek. Mindkettő Jézus Krisztusról és az isteni kegyelemről szól, de az Újtestamentum sokkal világosabban.
Kálvin értelmezése szerint az ember a hit által misztikus kapcsolatba kerül Krisztussal, ennek ellenére továbbra is bűnös marad. A bűnök eltörölhetetlenségéből következik a kettős predestináció tana: az Isten eleve eldönti, hogy „némelyeket örök életre, másokat örök kárhozatra rendel” és ennek megfelelően alakítja sorsát. A szabad akarat, amellyel az ember teremtésekor még rendelkezett, a bűnbeesés következtében annyira legyengült, hogy képtelen szembeszállni a bűnnel. A predesztináció tanát az angol nyelvű katolikus enciklopédia visszataszítónak minősíti és istenkáromlásnak tartja, ugyanakkor egy unitárius vélemény szerint „a kettős predestináció tana nem volt Kálvin János teológiájának alaptétele, hanem csak utódainak elferdítése révén lett azzá.” Az anglikán McGrath szintén úgy véli, hogy az eleve elrendelés nem központi elem Kálvin teológiájában, „csak amolyan kisegítő tan, adalék a kegyelem evangéliumának hirdetéséből fakadó rejtélyek magyarázatához.”
A reformáció többi nagy egyéniségéhez hasonlóan Kálvin is ragaszkodott a csecsemőkereszteléshez, amely a körülmetéléshez hasonlóan az újszülöttnek a szövetséghez való tartozását jelenti. Kálvin úgy tartotta, hogy a csecsemőkeresztelés a korai keresztény egyház fontos hagyománya, nem pedig – ahogy az anabaptisták állítják – középkori fejlemény.
Az eucharisztiát illetően Kálvin három elemet különböztet meg: a jelentése vagy jelentősége az isteni ígéret, lényege vagy tartalma Krisztus testének elfogadása, érdeme vagy hatása pedig a Krisztus jótéteményeiben való részesülés.

## Egyházreformja

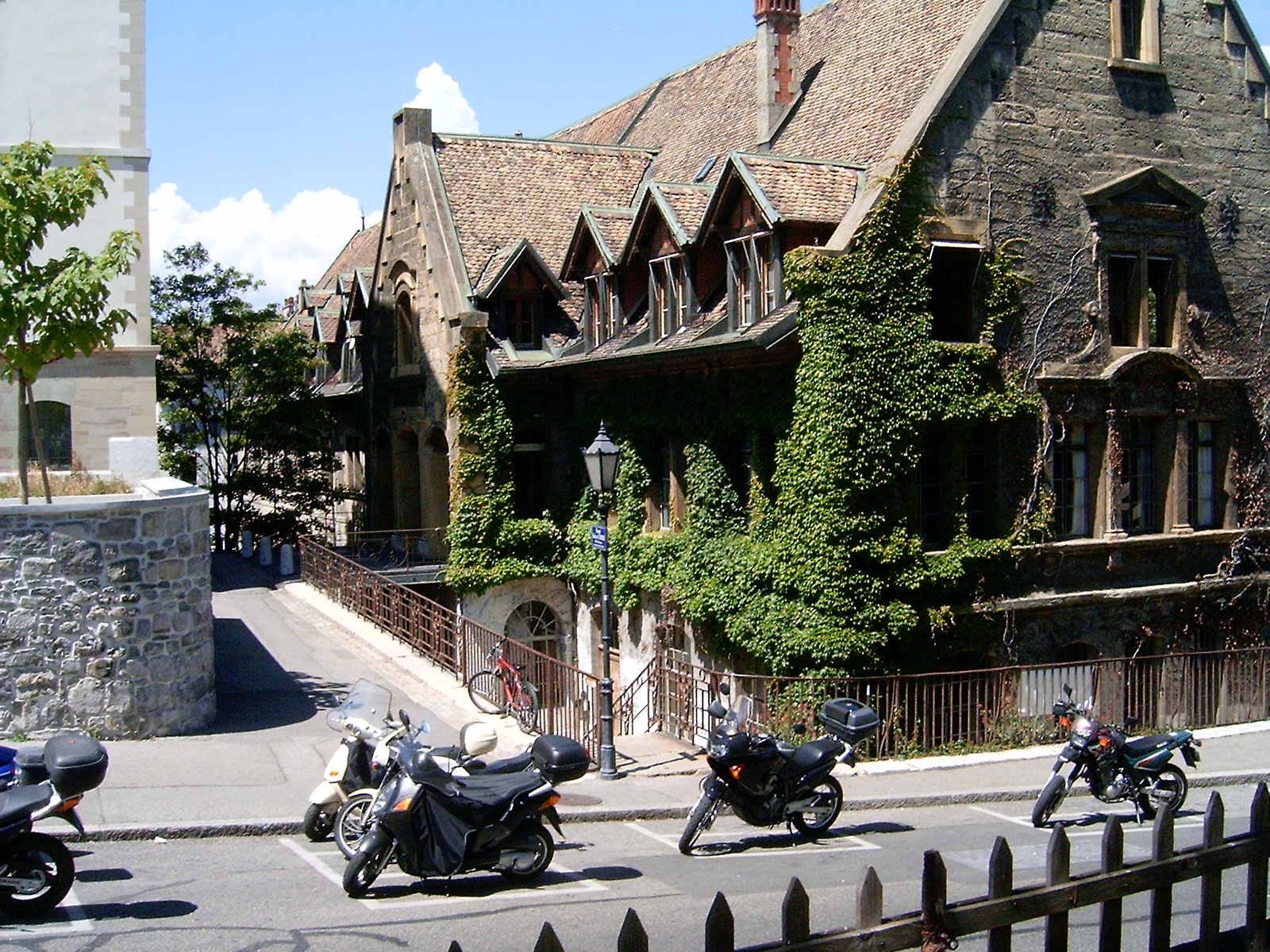
A Kálvin által alapított genfi akadémia

Kálvin hozta létre a svájci reformáció sikeres ágát, amelynek alapján a református egyházak világszerte ma is működnek. Rendszerét és a református egyházat kálvinizmus néven is szokás emlegetni.
Az egyházi szervezet átalakítása során Kálvin túllépett a katolikus egyházszervezet kritikáján; munkássága arra irányult, hogy a Szentírás elvein alapuló szervezetet létesítsen. Az Institutio-ban leírtaknak megfelelően a látható egyház a hívek összessége, akik tisztelik Istent és Krisztust, felveszik a keresztség szentségét, az úrvacsora vételével bizonyítják az igaz hitben és a szeretetben való egységet, valamint az Ige szavának engedelmeskednek. Ennek a látható egyháznak a részei az egyes gyülekezetek, amelyek jogilag önállóak. A gyülekezet tagjai egymással egyenlőek, az egyházi hatalom forrása a gyülekezet akarata. Az egyházi tisztségeket választás útján töltik be. A kálvini egyház jellemző vonása a szigorú egyházi fegyelem.
Az egyházi hatalom gyakorlói egyrészt az igehirdetők, másrészt a nép soraiból választott presbitérium. A presbitérium feladata az egyház anyagi és szellemi ügyeinek gondozása mellett az egyházi fegyelem ellen vétők megbüntetése is.
Kálvin felfogása szerint az állam és az egyház összefonódása ellentétes a Bibliával. Az evilági élet szempontjából az állami hatalomra szükség van. Noha az állam és az egyház más-más területeken működnek, végeredményben azonos a céljuk: a bűnök elleni küzdelem és a rend fenntartása. Ebből következően az államnak saját érdekében támogatnia kell az egyházat.
Az egyének kötelesek a kormányzatnak – még a rossznak is – engedelmeskedni. Egy esetben szabad a világi hatóságnak ellenszegülni: ha az az Istennek való engedelmesség megtagadását jelentené.
Az egyházszervezet reformja során Kálvin 1542-ben megalapította a „lelkészek testületét” (La vénérable compagnie des pasteurs), amelynek az volt a feladata, hogy a lelkészek között a tanításbeli összhangot és tisztaságot fenntartsa.
Kálvin megreformálta az egyházi énekek használatának rendjét is. Első emlékiratában a tanácshoz (1538) templomi használatra a zsoltárok behozatalát ajánlotta. Clément Marot francia költő zsoltárfordítása alapján, Strasbourgban 1539-ben énekeskönyvet adott ki, amely 19 zsoltárt és három liturgikus éneket tartalmazott. Miután a száműzött Marot maga is Genfbe érkezett 1542-ben, Kálvin kérésére új fordításokkal bővítette az eddigieket. Az 1543-ban megjelent második kiadás már 50 zsoltárból állt. Marot halála után a zsoltárkönyv teljes fordítását Béza Tódor fejezte be. Számos nyelvre lefordították, magyar nyelvre elsőként 1606-ban Szenczi Molnár Albert.
Kálvin szorgalmazta egy teológiai főiskola felállítását, amelyhez személyes gyűjtéssel is hozzájárult. A genfi akadémiát 3 fakultással 1559. január 5-én nyitották meg. Kálvin vezető tanárként meghívta hű tanítványát és barátját, Théodore de Bèze-t. Az Akadémia azóta is tevékenyen hozzájárul a kálvinista teológia tanításához.
Kálvin hatása nem csak szűkebb környezetében érvényesült. 1559-ben a hugenotta egyház első zsinatán Kálvin egyik tanítványa, Chandieu által fogalmazott hitvallást (Confessio Gallicana) fogadták el, az istentiszteletet, egyházfegyelmet és szervezetet illetően pedig teljesen Kálvin elvei alapján döntöttek. Anglia, Skócia, Hollandia, Észak-Amerika, Cseh-, Morva-, Lengyel- és Magyarország református egyházai, amelyek ezt követően alakultak, a kálvini hitelvek mentén szerveződtek.

## Személyisége
„Kálvin egyéniségéből hiányzott a humor és kellem. Keresztény sztoikus volt: komor, szigorú, hajthatatlan, ám a márvány felület alatt a szenvedély és vonzalom tüze égett” – írja róla Philip Schaff (1819-1893) teológus és egyháztörténész. A humortalanságát kiemeli az angol nyelvű katolikus enciklopédia, illetve Alister E. McGrath könyve is, noha utóbbinak egy mellékmondatából kiviláglik, hogy Kálvin egyéniségére vonatkozó állításait részben spekulatív jellegűeknek tartja: „Az is valószínű azonban, hogy nem vagyunk igazságtalanok, mikor Kálvint úgy képzeljük el, mint nem különösebben vonzó teremtést, akiből hiányzik az a fajta szellemesség, melegség és humor, amely Luthert oly szórakoztatóvá tette az asztal mellett.” Kálvin néhány írásából azonban az tűnik ki, hogy volt humorérzéke, még ha a tréfát kimérten és célszerűen használta is. Magánemberként nyájas és érzékeny ember volt, akit a barátai kímélő figyelemmel kezeltek.
Megszólalásaiban megmutatkozott klasszikus műveltsége; ha nagy sokaság előtt beszélt is, az érveivel a tanultakhoz szólt és nem használta a demagógia fegyverét. A vallási vitákban az egyházatyákat a pontos hely megadásával, emlékezetből idézte, arcmemóriája is említésre méltóan jó volt.
Testalkata gyenge, beteges volt. Naponta csak egyszer étkezett, gyakran szenvedett gyomorrontás, fejfájás, epekő, aranyér, köszvény, láz és krónikus asztma miatt. Az állandó fejfájását egyes szerzők szerint életmódja és a böjtölés okozta, más vélemények viszont a stressz mellett a beteges alkatot is említik. Első életrajzírója, tanítványa és egyben hivatali utódja, Théodore de Bèze leírása szerint „arca kissé halovány és sötétbarnás volt, szemei egész haláláig átható fénnyel ragyogtak és éles értelemre mutattak”.

## Hatása és emlékezete

Kálvin János emlékérem a Magyarországi Református Egyház hivatalos emlékérme, 2008, bronz, öntött, 110mm, tervező: Szlávics László

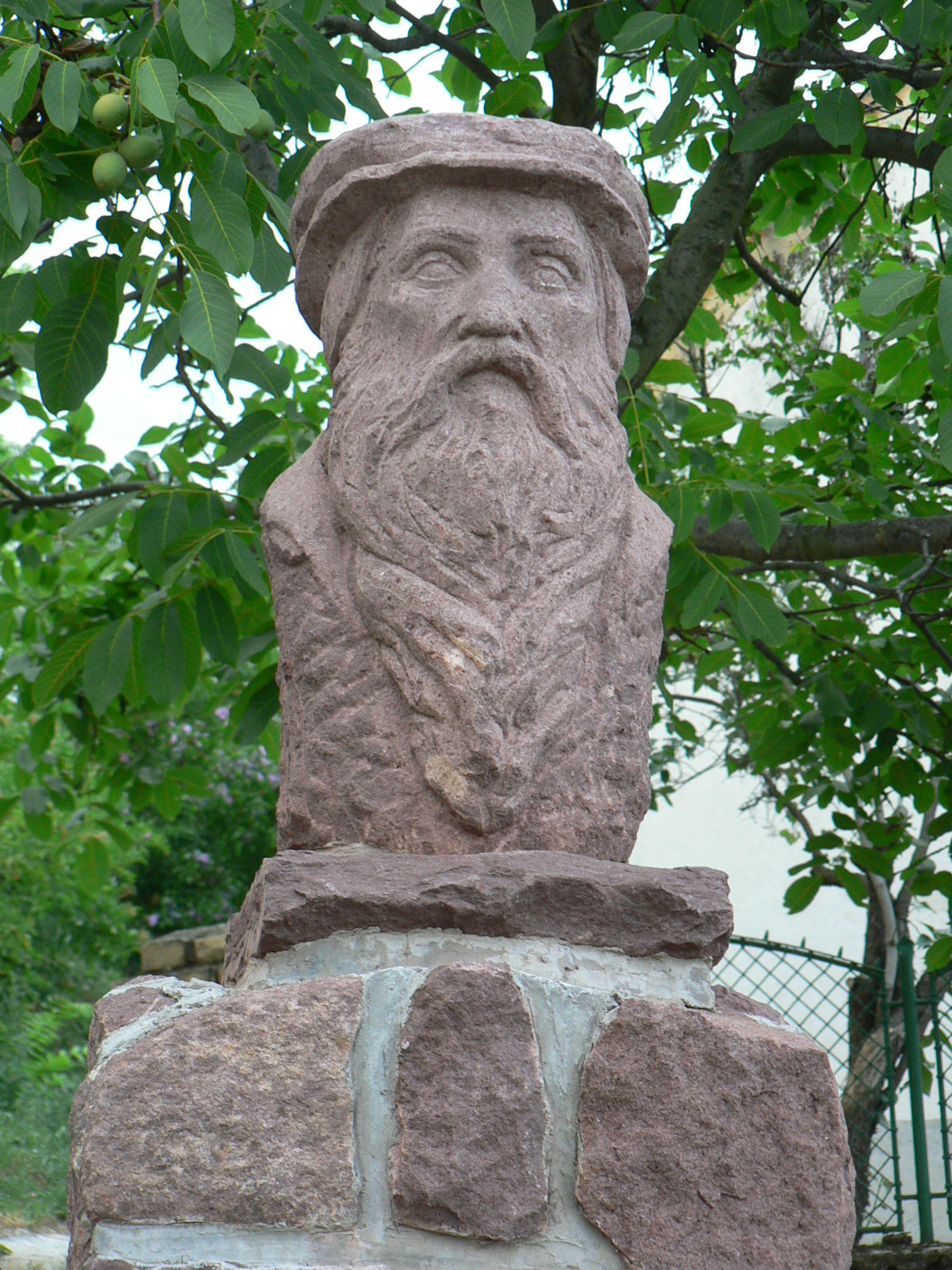
Szobra Alsóörsön

Philip Schaff szerint „Nagyobb hatást gyakorolt és gyakorol ma is a latin és angolszász nemzetek protestáns egyházaira, mint bármely más reformátor. […] A történelemben nincs szembeütközőbb példa olyan férfira, aki ennyire kevés személyes népszerűséggel ilyen nagy hatással lett volna az emberekre.” A Catholic Encyclopedia szintén a legnagyobbnak tartja a protestánsok között, és megállapítja, hogy Hippói Szent Ágoston után talán ő volt az a nyugati teológiai író, akit a tanítványai a legkitartóbban követtek.
Részletesen elemezve és teológiai szempontból árnyalva Max Webernek A protestáns etika és a kapitalizmus szelleme című művének alapgondolatát, Alister McGrath megállapítja, hogy „a nyugati kultúra szempontjából a kálvinizmus egyik legnagyszerűbb eredménye a munkaszemlélet” ... „a munka többé nem visszataszító, alacsonyrendű, lehetőleg kerülendő tevékenység, hanem tiszteletre méltó és dicső eszköz, mellyel Isten megerősíti az általa teremtett világot.”
A Max Weber által körülírt protestáns munkaetikán túl talán Kálvin János 1545. november 7-i (De Usuris c.) levele is – melyben szembeszállt a középkori egyház kamatszedési tilalmával, a tisztességes kamat védelmében – fontos momentuma lehetett az Európa szerte készülődő új gazdasági rend, a kapitalizmus terjedésének.
Kálvin emlékére ugyanakkor rossz fényt vet Szervét Mihály megégettetése. Egyes református vélemények szerint Kálvinnak nem volt befolyása Szervét perének kimenetelére. A köztudatot ebben a tekintetben Stefan Zweig, illetve – magyar nyelvterületen – Sütő András irodalmi művei formálták, noha ezeket szerzőik saját koruk diktátorainak megjelenítésére és nem a valódi Kálvin ábrázolására szánták. Az anglikán teológiatörténész McGrath viszont árnyaltabban értékeli Kálvin szerepét, őt tartja Szervét kivégzése közvetett okozójának, ugyanakkor helyteleníti Kálvin szerepének különös hangsúlyozását, mivel „a római katolikus, a református, a lutheránus és az anglikán egyház egyformán elítélte és kivégezte a maga Szervét Mihályait.” A Szervét kivégzésének helyén 1903-ban emelt emlékmű felirata így fogalmaz: „Nagy reformátorunknak, Kálvinnak tisztelő és hálás fiai, de elítélői egy tévedésnek, mely századáé volt, a reformáció és az evangélium alapelvei szerint való lelkiismereti szabadsághoz erősen ragaszkodva, emeltük ezt az engesztelő emléket 1903. október 27-én.”
Kálvin halálának háromszáz éves jubileumára Genfben közadakozásból létrehozták a „reformáció csarnokát” (Auditoire) felolvasások és könyvtár számára, amelyet 1867. szeptember 26-án avattak fel. Születésének 400. évfordulójára határozták el Genfben a reformáció emlékművének létrehozását. Az emlékművet végül 1917-ben avatták fel. Születésének 500. évfordulóján a világ református egyházai a 2009. esztendőt Kálvin-évvé nyilvánították. A Magyar Nemzeti Bank erre az alkalomra 5000 forint névértékű ezüst emlékérmét adott ki. A Magyarországi Református Egyház is elkészíttette az évfordulóra a maga hivatalos emlékérmét, melyet országos pályázat keretében választott ki.
Magyarországon számos településen köztér viseli nevét, például Budapesten, Debrecenben, Hódmezővásárhelyen, Makón vagy Szegeden. 2008-ban a Deák Téri Evangélikus Gimnáziumban szobrot állítottak az emlékére.
2018-ban a Pozsgai Zsolt által rendezett Megszállottak című film egy fiktív találkozás történetét meséli el, amelyben Kálvin Loyolai Ignáccal keveredik hitvitába. A több nemzetközi díjat is elnyerő filmben Kálvint Szabó Máté keltette életre.

## Művei

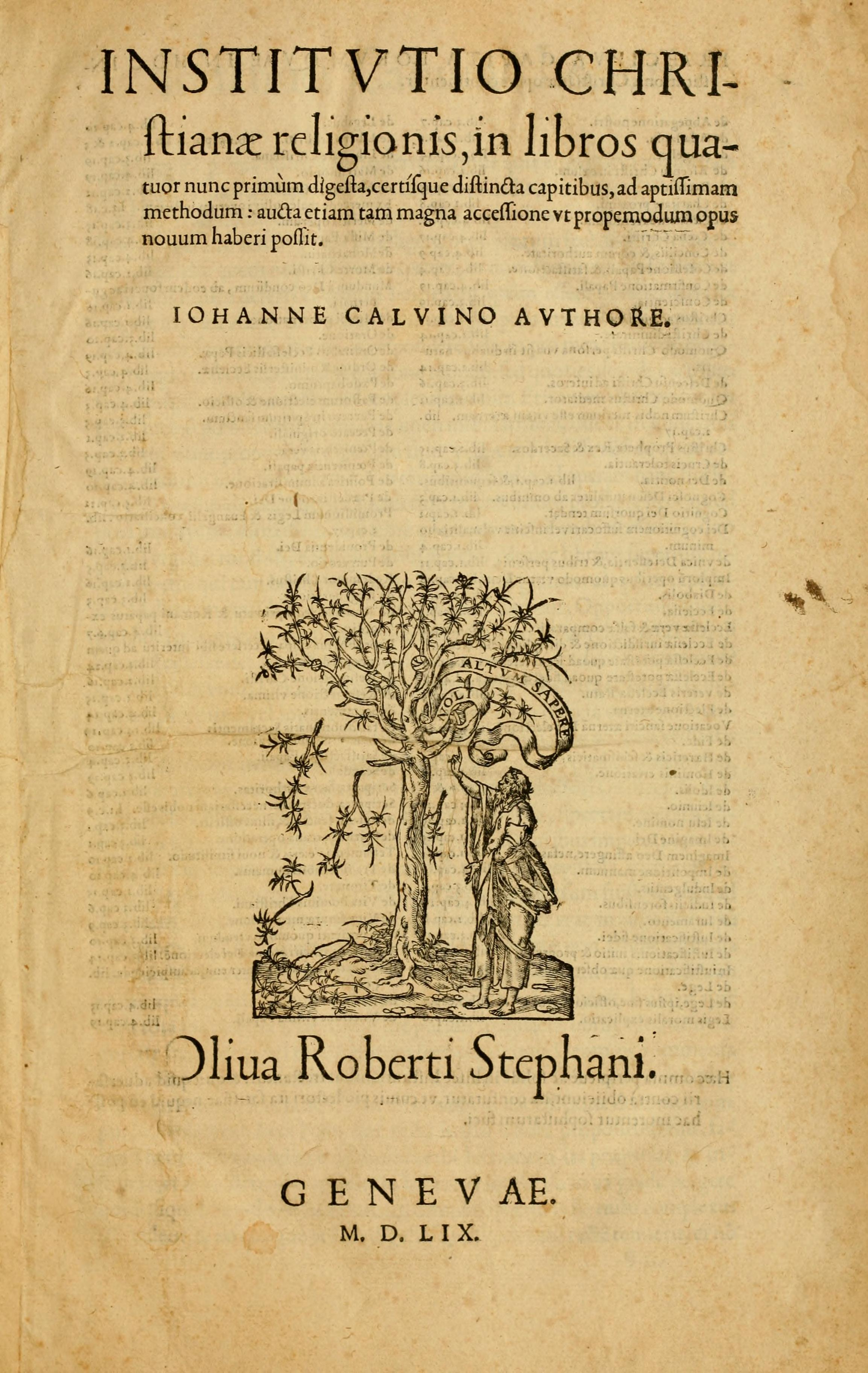
Az Institutio 1559-es kiadásának címlapja

Philip Schaff tíz csoportba osztályozza Kálvin műveit, az alábbiak szerint:
- Exegetikai írások: Kommentárok Mózes könyveihez, Józsué könyvéhez, a Zsoltárok könyvéhez, a próféták könyveihez, Sámuel első könyvéhez és Jób könyvéhez, az Újszövetség minden könyvéhez a A jelenések könyve kivételével
- Hittani munkái: az Institutio latin és francia nyelven (első kiadása Bázel, 1536); három katekizmus (1537, 1542 és 1545); Rövid értekezés az Úrvacsoráról (francia nyelven, 1541, Nicolas Des Gallars latin fordításában, 1545); Consensus Tigurinus (1549 és 1551); Consensus Genevensis (1552); Confessio Gallicana (latinul 1559, franciául 1562)
- Polemikus és apologetikai írásai:
  - A római katolikus egyház ellen: Válasz Sadoleto bíborosnak (1539); Pighius ellen, a szabad akaratról (1543); Az ereklyék tiszteletéről (1543); A Sorbonne-i fakultás ellen (1544); A reformáció szükségességéről (1544); A tridenti zsinat ellen (1547)
  - Az anabaptisták ellen: Psychopannychia (1534); Briefve Instruction, Pour Armer tous bons fideles contre les erreurs de la secte commune des Anabaptistes (1544).
  - A libertinusok ellen: Adversus fanaticam et furiosam sectam Libertinorum qui se Spirituales vocant (1545)
  - Az antitrinitáriusok ellen: Defensio orthodoxae fidei S. Trinitatis adversus prodigiosos errores Serveti (1554); Responsum ad Quaestiones G. Blandatrae (1558); Adversus Valentinum Gentilem (1561); Responsum ad nobiles Fratres Polonos (Socinians) de controversia Mediatoris (1561); Brevis admonitio ad Fratres Polonos ne triplicem in Deo essentiam pro tribus personis imaginando tres sibi Deos fabricent (1563)
  - A predestináció tanának védelme Bolsec és Castellio ellenében (1554 és 1557)
  - Az úrvacsora tanának védelme a fanatikus lutheránus Joachim Westphal rágalmai ellen (1555, 1556, 1557), valamint egy értekezés ugyanabban a tárgyban Hesshus ellen (1561)
- Egyháztani és liturgikai művei: Articles concernant l'organisation de l'église de Genève (1537); Projet d'ordonnances ecclesiastiques (1541); Formule du Serment prescrit aux ministres (1542); Projet d'ordonnance sur les mariages (1545); Projet d'un ordre de visitation des églises de la campagne (1546); Projet d'ordonnance sur les noms de baptême (1551); Ordonnances sur les jurements et les blasphêmes (1551); L'ordre du College de Geneve (1559); Les Ordonnances Ecclesiastiques De L'Eglise De Geneve. Item L'ordre Des Escoles De Ladicte Cite (1561)
- Prédikációk
- Kisebb értekezések: Az asztrológia ellen (1549); Egyes botrányokról (1550) stb.
- Útmutatások különböző hittani és hitvitai tárgyakban
- Levelek. Kálvin kiterjedt levelezést folytatott, összesen 4271 levele maradt fenn[6]
- Költői művek: egy himnusz Krisztushoz, különböző zsoltárok, illetve az epikus Epinicion Christo cantatum (1541)
- Seneca De Clementia című művének kiadása kommentárokkal (1532); Melanchthon egy művének francia fordítása; előszó Olivetan francia nyelvű Bibliájához (1535) stb.

### Magyarul megjelent művei
- Az keresztyeni religiora es igaz hitre valo tanitas, Hanau, 1624
- Catechismus. A genevai szent gyülekezetnek catechismussa. Avagy a Christus tudományában gyermekeket tanító formatskaja. Mellyet a nagy theologus Cálvinus János, a genevai szent gyülekezetben, elöször galliai nyelven 1538 esztendöben, igen rövideden; azután 1545 és 1553 esztendökben, francziai és deák nyelven egyszersmind ezen renddel bövebben kibotsátott: következendö idökben, német, ángliai, scótiai, belga, spanyol nyelvre; Immanuel Tremelliustól, keresztyén sidótól, sidó nyelvre; és Henricus Stephanustól görög nyelvre; mostan magyar nyelvre fordíttatott, és kibotsáttatott; M. Tótfalusi Kis Miklós, Kolozsvár, 1695
  - Genfi katekizmus
- A keresztyén vallás alapvonalai; 1536. első latin kiadás után ford. Nagy Károly; Magyar Protestáns Irodalmi Társaság, Budapest, 1903 (A Magyar Protestáns Irodalmi Társaság kiadványai)
- Psychopannychia, ford. Rábold Gusztáv, Pápa, 1908
- A keresztyén vallás rendszere, 1-2.; ford. Ceglédi Sándor, Rábold Gusztáv, felülvizsgálta Antal Géza, Borsos István; Magyar református egyház, Pápa, 1909–1910 (Református egyházi könyvtár)
- Kálvin levelei a nőkhöz; ford. Pruzsinszky Pál; Hornyánszky Ny., Budapest, 1909
- Kálvin kisebb művei a rendszeres teológia köréből, ford. Czeglédy Sándor, Pápa, 1912 (A genfi egyház kátéja, Az egyházi könyörgések alakja, A sákramentumok kiszolgáltatásának s a házasság megszentelésének módja, A betegek látogatásáról, Hitvallási formula, Franciaország református egyházainak hitvallása, Rövid értekezés az úrvacsoráról, Kölcsönös megegyezés a sákramentumok ügyében, A sákramentumokra vonatkozó kegyes és igaz hitnek második védelme Westphal Joákhim rágalmai ellen, Az úrvacsora alkalmával a Krisztus testében-vérében való igaz részesedésről, Az emberi akarat szolgaságáról és szabadulásáról szóló tannak helyes és igaz védelme kapmeni Phigius Albertnek rágalma ellen)
- A hitvallás tanítása a genfi egyházban, ford. Patay Lajos, in: Patay Lajos: Kálvin valláspedagógiája, Pápa, 1935
- Pál apostol Timotheushoz írt leveleinek magyarázata, ford. Szabó András, Székelyudvarhely, 1939
- Kálvin János magyarázata Pál apostolnak Timótheushoz irt leveleihez melyet az 1565-i genfi latin nyelvű kiadás szövegéből magyar nyelvre fordított: Szabó András; Könyvnyomda Rt., Székelyudvarhely, 1939 (Kálvin János újszövetségi irásmagyarázata)
- Magyarázatok az Apostolok Cselekedeteihez, ford. Szabó András, Székelyudvarhely, 1941–1942
  - Az Apostolok Cselekedetei magyarázata, Szabó András fordítását átdolgozta Domány Judit, Kálvin Kiadó, Budapest, 2010
- Kálvin János Magyarázata Máté Márk és Lukács összhangba hozott evangéliumához I-IV., ford. Rábold Gusztáv, 1939. Grafika Könyvnyomda, Kolozsvár, 1940 Könyvnyomda R.T. Székelyudvarhely, 1941–1942, Sylvester Irodalmi és Nyomdai Rt. Budapest
- Gondolatok; összeáll. Draskóczy István; Református Traktátus Vállalat, Budapest, 1946
- A Római levél magyarázata, ford. Rábold Gusztáv, Református egyetemes konvent, Budapest, 1954
- A zsidókhoz írt levél magyarázata, ford. Szabó András, átdolg. Nagy Barna, Református Zsinati Iroda Sajtóosztálya, Budapest, 1965. Második kiadás: A zsidókhoz írt levél magyarázata, Kálvin Kiadó, Budapest, 2010
- Kik a boldogok? Igehirdetések Máté evangéliuma 5,1-12 és Lukács evangéliuma 6,20-26 alapján; ford. Nagy Sándor Béla; Református Zsinati Iroda Sajtóosztálya, Budapest, 1982, ISBN 963-300-067-X
- Az eleve elrendelésről, ford. Szabó Piroska, Európa Könyvkiadó, Budapest, 1986, ISBN 963-07-4059-1
- Mindenkor örüljetek! Pál apostol filippiekhez írt levelének magyarázata; ford. Nagy Sándor Béla; Református Zsinati Iroda, Budapest, 1986
  - (A filippiekhez írt levél magyarázata címen is)
- Tanítás a keresztyén vallásra, ford. Békési Andor, Kálvin János Kiadó, Budapest, 1991, ISBN 963-300-452-7
- A Római levél magyarázata; ford. Rábold Gusztáv, átdolg, sajtó alá rend. Nagy Barna; Kálvin, Budapest, 1992
- A filippiekhez írt levél magyarázata, ford. Nagy Sándor Béla, Kálvin János Kiadó, Budapest, 1992, ISBN 963-300-512-4
  - (Mindenkor örüljetek! Pál apostol filippiekhez írt levelének magyarázata címen is)
- A keresztyén vallás rendszere I-II. (Institúció, 1559), ford. Czeglédi Sándor és Rábold Gusztáv, Kálvin János Kiadó, Budapest, 1995, ISBN 963-300-599-X, 9633006007, 9633006015 (A Pápa, Református Főiskolai Könyvnyomda, az 1909-es kiadás utánnyomása)
- Kálvin János Institutioja (Institúció, 1536), ford. Victor János, Stichting Hulp Oost Europa, Budapest, 1995 (az 1936. évi kiadás reprintje, ISBN számmal nem rendelkezik)
- A genfi egyház kátéja, ford. Czeglédi Sándor, Kálvin János Kiadó, Budapest, 1998, ISBN 963-300-729-1
- Az Úr a Sionon lakik! Kálvin János magyarázata Jóel Próféta Könyvéhez, ford. Tóth Kálmán, Kálvin János Kiadó, Budapest, 1999, ISBN 963-300-804-2
- A genfi akadémia törvényei, ford. Antal Géza, Kálvin János Kiadó, Budapest, 1999
- Keresztyén élet; ford. Adorján Kálmán; Koinónia, Kolozsvár, 1999 (Kis tükör füzetek)
- Az Úrtól jön a szabadulás. Kálvin János magyarázata Abdiás és Jónás próféta könyvéhez; szerk., ford. Tóth Kálmán; Kálvin, Budapest, 2002
- Az Urat keressétek, akkor élni fogtok! Kálvin János magyarázata Ámósz próféta könyvéhez; szerk., ford. Tóth Kálmán; Kálvin, Budapest, 2002
- Légy alázatos Isteneddel szemben! Kálvin János magyarázata Mikeás próféta könyvéhez; szerk., ford. Tóth Kálmán; Kálvin, Budapest, 2003
- Kommentár Pál apostol Thesszalonikabelieknek írt leveleihez, Aeternitas, Felsőörs, 2003, ISBN 963-210-570-2
- Levelek... Válogatott írások a hitvalló egyházról és a biblikus istentiszteletről; ford. Greizer Miklós; Presbiteriánus, Miskolc, 2009
- Az Apostolok cselekedetei magyarázata; ford. Szabó András, átdolg. Domány Judit; Kálvin, Budapest, 2010
- A rómaiakhoz írt levél magyarázata, ford. Rábold Gusztáv, átdolg. Nagy Barna, Kálvin Kiadó, Budapest, 2010
- János evangéliuma magyarázata I-II., ford. Vekerdi József, Kálvin Kiadó, Budapest, 2011 (Református egyházi könyvtár) ISBN 978 963 558 187 0
- A Pásztori levelek és a Filemonhoz írt levél magyarázata, ford. Szabó András, Fehér Bence, Bogárdi Szabó István, Kálvin Kiadó, Budapest, 2012 (Református egyházi könyvtár) ISBN 978 963 558 2068
- A katolikus levelek magyarázata; ford. Szabó András, Papp György; Kálvin, Budapest, 2013 (Református egyházi könyvtár)
- Institutio Christianae religionis, 1-2. / A keresztyén vallás rendszere; ford., jegyz. Buzogány Dezső, szerk. Bogárdi Szabó István; Kálvin, Budapest, 2014
- A második Korinthusi levél magyarázata; ford. Szabó András, átdolg., jegyz. Bogárdi Szabó István; Kálvin, Budapest, 2015 (Református egyházi könyvtár)
- Az első Korinthusi levél magyarázata; ford. Buzogány Dezső; Kálvin, Budapest, 2015 (Református egyházi könyvtár)
- A Galata, az Efezusi, a Filippi, a Kolosséi és a Thesszalonikai levelek magyarázata; Kálvin, Budapest, 2016 (Református egyházi könyvtár)
- Evangéliumi harmónia. Máté, Márk és Lukács evangéliumának magyarázata; ford. Buzogány Dezső; Kálvin, Budapest, 2020 (Református egyházi könyvtár)

### Kálvin János művei(1906–1911)
Kálvin János művei; Főisk. Ny./Magyar Kálvinfordítók, Pápa, 1906–1911
- Az egyház reformálásának szükségességéről; ford. Ceglédi Sándor; 1906
- Sadolet bíboros levele a genfi tanácshoz és a néphez Kálvin válaszával; ford. Ladányi Pál; 1907
- A genfi egyház kátéja. A keresztyén tudomány tankönyve gyermekek számára; ford. Ceglédi Sándor; 1907
- Kálvin János értekezése az ereklyékről; ford. Ceglédi Sándor; 1907
- A párisi szent hittudományi kar hitcikkei, melyeket hitünk manapság vitatott tárgyairól határozott, cáfolattal; ford. Pongrácz József; 1908
- III. Pál pápa atyai intelmei V. Károlyhoz, a német császárhoz, Kálvin János megjegyzéseivel; ford. Czeglédi Sándor; 1908
- Béza Tódor: Kálvin János élete; ford. Rácz Kálmán; 1908
- A Servet-pör aktái. A Servet-pör c. gyűjt. D. része; ford. Kováts J. István; 1909
- Kálvin János válasza Pighius Albertnek a szabad akaratról; ford. Ceglédi Sándor; 1909
- Rövid értekezés az úrvacsoráról; ford. Ceglédi Sándor; 1909
- A tridenti zsinat határozatainak cáfolata, ford. Rábold Gusztáv, Pápa, 1909
- Kálvin János két levele / Az istentelen és meg nem engedett szertartások kerüléséről / A pápás egyház papi méltóságának elvetéséről; ford. Rábold Gusztáv; 1909
- A szentháromság igaz hitének védelme a spanyol Servet Mihály borzasztó tévedéseivel szemben. A Servet-pör c. gyűjtemény B. része; ford. Tari Imre; 1909
- III. Pál pápa atyai tanácsa a császárhoz Kálvin János megjegyzéseivel. 1540; ford. Szűcs József; 1910
- Servet Mihály harminc levele Kálvin Jánoshoz, a genfiek prédikátorához. A Servet-pör c. gyűjt. C. része; ford. Veress Jenő; 1910
- Kálvin János ifjúkori levelei; ford. Pruzsinszky Pál; 1910
- Kováts J. István: Kálvin és Servet. A Servet-pör c. gyűjtemény A. része; 1911

## Források

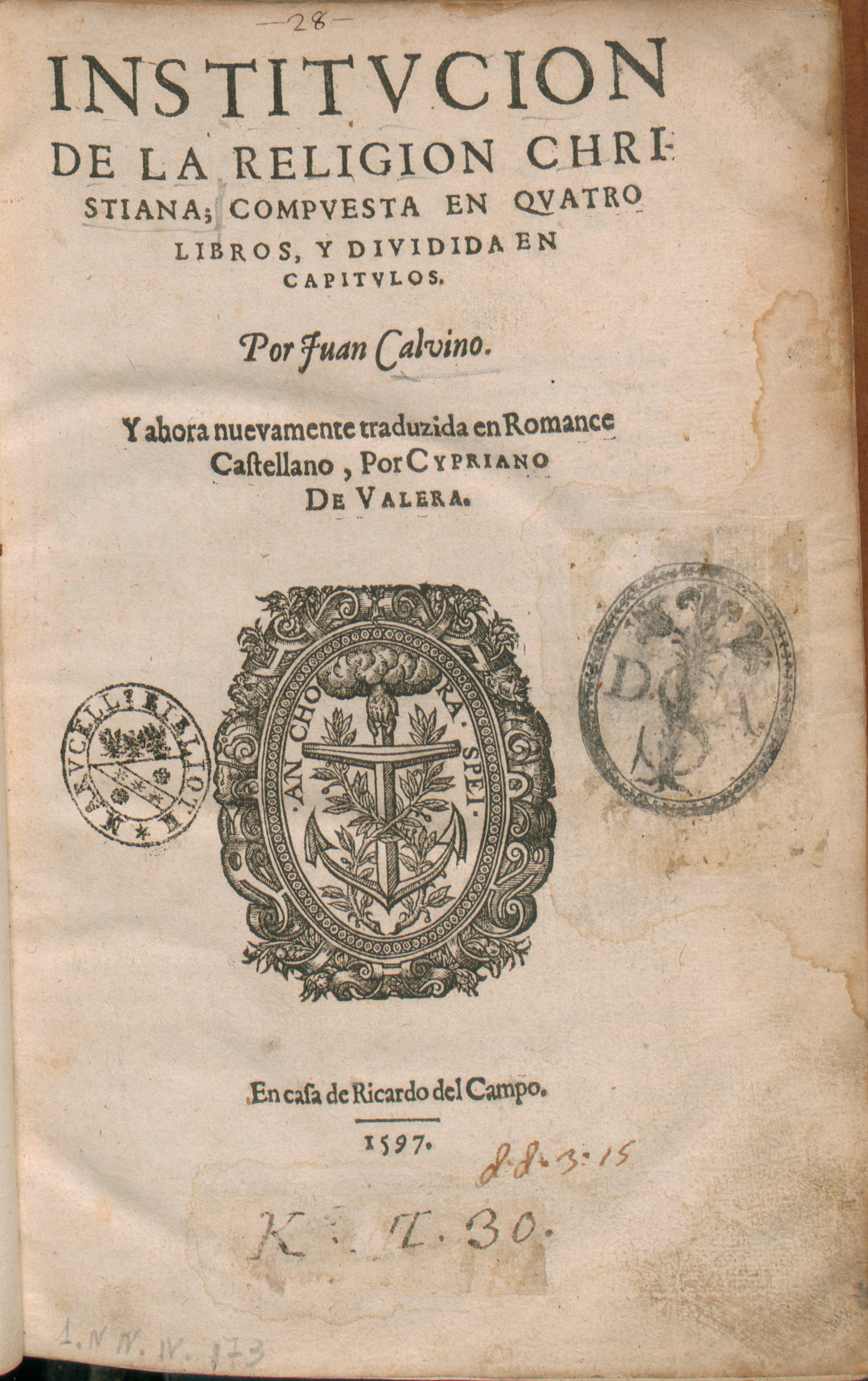
Institutio christianae religionis, 1597